# Yakima
Yakima – miasto w Stanach Zjednoczonych, w stanie Waszyngton, nad rzeką Yakima. Według spisu w 2020 roku liczy 97 tys. mieszkańców i jest 11. co do wielkości miastem stanu Waszyngton. Obszar metropolitalny obejmuje 256 tys. mieszkańców. 
Znajduje się w Dolinie Yakimy, która jest uznawana za światową stolicę chmielu i odpowiada za większość produkcji chmielu w Stanach Zjednoczonych. Jest także najstarszym uznanym regionem uprawy winorośli i produkcji wina w stanie Waszyngton.
W mieście rozwinął się przemysł spożywczy.

## Demografia
Według danych pięcioletnich z 2020 roku do największych grup w obszarze metropolitalnym Yakimy należą osoby pochodzenia:
- meksykańskiego (47,6%),
- niemieckiego (10,4%),
- angielskiego (5,6%),
- irlandzkiego (5,4%) i
- amerykańskiego (3,6%).

## Religia
Według danych z 2010 roku do największych grup religijnych aglomeracji Yakimy należały:
- Kościół katolicki – 59,5 tys. członków w 16 kościołach,
- Kościoły zielonoświątkowe – ponad 11 tys. członków w 64 zborach,
- Kościół Jezusa Chrystusa Świętych w Dniach Ostatnich (mormoni) – 8,2 tys. wyznawców w 17 świątyniach,
- lokalne bezdenominacyjne zbory ewangelikalne – 5,3 tys. członków w 23 zborach,
- Kościoły kalwińskie – ponad 4,5 tys. członków w 19 kościołach,
- Kościoły uświęceniowe – ponad 4 tys. członków w 26 zborach,
- Kościół Adwentystów Dnia Siódmego – 3,3 tys. członków w 16 zborach,
- Kościoły luterańskie – 3,2 tys. członków w 14 kościołach.

## Miasta partnerskie
- Meksyk: Morelia
- Japonia: Itayanagi
- Rosja: Derbent
- Republika Chińska: Keelung
- Stany Zjednoczone: Burley, Idaho

## Urodzeni w Yakimie
- Robert Lucas Jr. (ur. 1937) – profesor ekonomii, noblista[7]
- Kyle MacLachlan (ur. 1959) – aktor
- Sam Kinison (1953–1992) – komik i autor
- Janet Waldo (1919–2016) – aktorka głosowa
- Barbara La Marr (1896–1926) – aktorka filmowa